# Discours d'Adolf Hitler à Obersalzberg
Le discours d'Obersalzberg est un discours prononcé par Adolf Hitler devant les commandants de la Wehrmacht à son domicile d'Obersalzberg le 22 août 1939, une semaine avant l'invasion allemande de la Pologne. Le discours détaille, en particulier, l'invasion allemande imminente de la Pologne et une extermination planifiée des Polonais (Generalplan Ost). Il montre la connaissance d'Hitler de l'extermination et son intention de mener ce génocide de manière planifiée.